# اندیس خاک صنعتی باغک
خاک صنعتی باغک یک اندیس غیرفلزی است که در حوالی شهر زاویه استان قم قرار دارد و مادهٔ معدنی موجود در آن، خاک صنعتی است.سنگ میزبان این اندیس آندزیتهای پیروکسن دار ,گدازه های داسیتی تا آندزیتی و گرانودیوریتی است و دیرینگی آن به دوران ائوسن می‌رسد. در این اندیس، پاراژنز‌های کوارتز یافت می‌شوند.